# Ponte San Giovanni (Perugia)
Ponte San Giovanni is een plaats (frazione) in de Italiaanse gemeente Perugia.